# Rudolf Besier
Rudolf Wilhelm Besier (Blitar, 2 luglio 1878 – Surrey, 16 giugno 1942) è stato un drammaturgo inglese.
Nato a Giava Est (figlio di un militare olandese e di una cittadina britannica), iniziò come giornalista, fu traduttore di letteratura francese e in seguito drammaturgo. La sua opera indiscutibilmente più importante è The Barrets of Wimpole Street (1930), incentrata sulle figure di Robert Browning ed Elizabeth Barrett Browning, da cui fu tratto il film La famiglia Barrett (1934), con la regia di Sidney Franklin.